# M/S Arctic Explorer
M/S Arctic Explorer är ett isbrytande fartyg, som används för turistrafik vintertid i isen i Bottenviken.
Arctic Explorer byggdes för Nådendal stad som hamnbogserare med namnet Naatali. Hon såldes omkring 1978 till Naantalin Hinaus Oy i Nådendal och av detta företag 1992 till Rundviks Bogserbåts AB i Rundvik. I Sverige döptes hon om till Bådan.
Bådan såldes 2004 till Pite havsbad och byggdes om på Wiréns Varv i Piteå till passagerarbåt för omkring 40 passagerare. Hon döptes om till Arctic Exploder och gick i turisttrafik vintertid i isen i Piteå skärgård. Rederi AB Nestor i Piteå, inom Marine Group, köpte henne 2014. 